# Werner Mountains
Die Werner Mountains sind eine Gruppe von Bergen unweit der Lassiter-Küste im Osten des Palmerlands auf der Antarktischen Halbinsel. Das Gebirge ragt unmittelbar westsüdwestlich des New Bedford Inlet sowie zwischen dem Meinardus- und dem Bryan-Gletscher auf.
Entdeckt und aus der Luft fotografiert wurden sie bei der United States Antarctic Service Expedition (1939–1941). Der United States Geological Survey kartierte sie anhand eigener Vermessungen und Luftaufnahmen der United States Navy aus den Jahren von 1961 bis 1967. Das Advisory Committee on Antarctic Names benannte sie nach dem deutschen Geologen und Mineralogen Abraham Gottlob Werner (1750–1819).